# 刘宏 (华中科技大学)
刘宏（1963年—），女，中国计算机科学家，华中科技大学计算机学院教授、博士生导师。主要研究领域为图像处理、机器视觉、人机交互等。中共党员。

## 生平
2000年在英国提赛德大学获博士学位，2000年至2005年在美国硅谷几个高科技公司工作，2005年起在华中科技大学工作，主持多个中国国家研发计划。

## 奖项和荣誉
曾获日内瓦国际发明博览会银奖。